# Ola & the Janglers
Ola & the Janglers was een Zweedse beatgroep uit de jaren zestig, die wel tot het genre garagerock wordt gerekend.
De groep werd in 1962 opgericht in Stockholm door de toen zeventienjarige zanger Ola Håkansson, samen met Christer Idering (gitaar), Johannes Jonte Olsson (orgel), Lennart Gudmundsson (bas) en Leif Johansson (drums). De vijf speelden muziek in de stijl van de British Invasion en coverden nummers van onder meer the Beatles, the Rolling Stones, the Kinks en the Zombies, maar begonnen geleidelijk ook eigen werk te brengen. De meeste successen waren echter covers, waarbij zeker in het begin Håkansson nog wel een heel jeugdig stemmetje had en zich met moeite uit de Engelse teksten kon redden.
Hun eerste single kwam in 1964 uit: Little Girl. De band noemde zich toen nog The Janglers with Ola, maar daarna werd de naam Ola & the Janglers gebruikt.
In 1965 werd bassist Gudmundsson vervangen door Åke Eldsäter en later dat jaar stapte ook Idering uit de band. Hij werd korte tijd vervangen door Johnny Lundin, waarna Claes af Geijerstam, al eerder actief als songwriter voor de groep, tot de Janglers toetrad.
De eerste (Zweedse) hit werd de Zombies-cover She’s Not There in 1965, gevolgd door onder meer Surprise, Surprise (Rolling Stones) 1966, Poetry in motion (Johnny Tillotson), Runaway (Del Shannon) en 96 Tears (Question Mark & the Mysterians).
In Zweden was het succes groot. In 1967 werd rond Håkansson de film Ola och Julia (Ola en Julia) gemaakt, waarvoor de band de muziek leverde en waarin ook de andere bandleden rollen vervulden. De bandleden speelden ook al in 1965 in de film Pang i bygget; hierin traden zij op als de beatgroep The Strolling Stones.
Na een aantal binnenlandse successen, begonnen Ola & the Janglers zich ook op het buitenland te richten. Aanvankelijk in de buurlanden, maar in 1966 waren zij ook in Nederland, waar zij onder meer in het NCRV-programma Twien optraden. Daarbij bleek ook dat de groepsleden zich niet in een andere taal dan het Zweeds verstaanbaar konden maken. Surprise, surprise werd een bescheiden hit, maar de band sloeg niet echt aan. In Duitsland werden de Zweden wél populair.
De groep waagde zelfs als eerste Zweedse band, de stap over de oceaan. Op 24 mei 1969 kwam Let's dance, een cover van de hit uit 1962 van Chris Montez binnen in de US-Charts. Hoger dan de 92e plaats reikte de plaat niet, maar Ola & the Janglers waren daarmee de eerste Zweden die een 'hit' in de Verenigde Staten hadden.
In 1971 stopten the Janglers. Ola ging als solo-artiest verder, maar probeerde het in 1976 nogmaals met een nieuwe versie van the Janglers. In die samenstelling werd één album opgenomen, Jet Leg, zonder veel succes. De zanger richtte in 1979 een nieuwe groep Secret Service op, waarin ook Leif Johansson meespeelde en die tot 1990 actief was. Ook daarnaast en daarna bleef Ola Håkansson zingen. In 1986 was hij te horen in twee duetten, The Way You Are en Fly Like An Eagle met ex-ABBA-zangeres Agnetha Fältskog.

## Bandleden
- Ola Håkansson (*Stockholm, 24 maart 1945, zang)
- Christer Idering (*Stockholm, 11 mei 1944, gitaar)
- Johnny Lundin (gitaar)
- Claes Clabbe af Geijerstam (*Norrköping, 6 februari 1946, gitaar)
- Johannes Jonte Olsson (*Härnösand, 18 februari 1945, piano en orgel)
- Lennart Gudmundsson (*Stockholm, 22 december 1945, basgitaar)
- Åke Eldsäter (*Stockholm, 1 april 1943, basgitaar)
- Leif Johansson (*?, 25 mei 1945, drums)

## Discografie

### Lp's
- Surprise, Surprise (1965)
- Lime Light (1966)
- Patterns (1966)
- Pictures and Sounds (1967)
- Underground (1967)
- Let's Dance (1968)
- Happily Together After... (1970)
- Jet Leg (1976)
- Best of 64-71 (cd 2008)

### Ep's
- Land of a 1000 Dances (1965)
- That’s When (1967)

### Singles (selectie)
- Love Was On Your Mind / Stop Your Sobbing (Original The Kinks) (1966)
- Donna, Donna / Come And Stay With Me (Original Marianne Faithfull) (1966)
- Poetry In Motion / We’ve Got A Good Thing Goin’ (1966)
- Runaway / Teardrops (1967)
- Juliet / This Ring (1967, uit de film “Ola & Julia”)
- Let’s Dance / Hear Me (1968)

## Noot
1. ↑  http://www.billboard.com